# Гайдукский сельский округ
Гайдукский сельский округ — административно-территориальная единица города Новороссийска.
Административный центр — село Гайдук.

## Современный статус
Был образован в 1994 году как поселковый округ, статус сельского округа получил с 2004 года.
Гайдукский сельский округ, как сельские округа в целом, в ОКАТО и также Уставе Новороссийска числится в подчинении администрации города Новороссийска. В Росстате учитывается в подчинении Приморского района.
Согласно информации с официального сайта, округ находится в подчинении Новороссийского района города Новороссийска.

## Населённые пункты
Согласно ОКАТО, Уставу, а также информации, не учитывающей Глебовского сельского округа, в Гайдукский сельский округ входит только село (до 2004 года рабочий посёлок) Гайдук.
Согласно информации, учитывающей Глебовский сельский округ, в Гайдукский сельский округ входит также село Владимировка.